# Сувіра Джайсвал
Сувіра Джайсвал нар. (1934 , Індія ) — індійський історик, відома своїми дослідженнями соціальної історії Стародавньої Індії та, зокрема, еволюції кастової системи та входження регіональних божеств до складу індуїстського пантеону.

## Життєпис
Сувіра Джайсвал здобула ступінь магістра історії в Аллахабадському університеті, науковий ступінь доктора філософії під керівництвом Рама Шарана Шарми в Університеті Патни.
Джайсвал викладала в університеті Патна з 1962 року. У 1971 році перейшла на посаду професора Центру історичних досліджень Університету Джавахарлала Неру, яку обіймала до виходу на пенсію в 1999 році.
У 2007 році Джайсвал обрали генеральним президентом Індійського історичного конгресу.

## Дослідження
Джайсвал досліджувала еволюцію кастової системи в Індії, її походження та функції. На її думку кастова система в період Ріґведи ще не була складною ієрархією на кшталт пізніших періодів. Учена дослідила, що гріхапаті, якого раніше вважали главою сім'ї, насправді був лідером розширеної родинної групи. Від так, перехід від кочового до осілого способу життєдіяльності призвів до посилення соціального розшарування, коли гріхапаті перетворилися на архетип патріархату. Джайсвал також довела, що ні колір шкіри, ні уявлення про расу не були основою кастової (варни) диференціації. Швидше за все, це був нерівний доступ до економічної та політичної влади, який закріпив статусні відмінності та викристалізував ієрархію.
Вона також визначила, що існують наслідки для професійних економічних ролей, ендогамії та ієрархічного суспільства: систематичні утиски жінок як представниць іншої статі. Зокрема, вона звернула увагу на те, що в період Ріґведи було недостатньо надлишкового виробництва товарів, щоб будь-яка частина суспільства могла відмовитися від економічної діяльності. Це означало, що жінки були більш-менш автономними у своїй діяльності, маючи доступ до навчання та вільного пересування.

## Вибрані наукові праці

### Статті
- Jaiswal, Suvira (1974). «Studies in the Social Structure of the Early Tamils». In Sharma, R.S. (ed.). Indian Society: Historical Probings (In Memory of D.D. Kosambi). New Delhi: ICHR.
- Jaiswal, Suvira (1975). «Women in Early India: Problems and Perspectives». In Horner, I.B. (ed.). Women under Primitive Buddhism. New Delhi: Motilal Banarsidas.
- Jaiswal, Suvira (1979–80). «Studies in Early Indian Social History: Trends and Possibilities». The Indian Historical Review. 6 (1–2).
- Jaiswal, Suvira (1991). «Varna Ideology and Social Change». Social Scientist. 19 (3/3).
- Jaiswal, Suvira (1993). «Historical Evolution of the Ram Legend». Social Scientist. 21 (3/4).
- Jaiswal, Suvira (January 2000). «Sculpture at Vijayanagara: Iconography and Style». Indian Historical Review. 27 (1). doi:10.1177/037698360002700112.
- Caste in the Socio-Economic Framework of Early India, Presidential Address, Section 1, in Proceedings of the Indian History Congress, 38th Session, Bhubaneswar, 1977, pp. 23–48.
- Semitising Hinduism: Changing Paradigms of Brahmanical Integration', Social Scientist, vol. 19, no. 12, 1991, pp. 20–32.
- The Changing Concept of Gahapati, in D. N. Jha, ed., Society and Ideology in India: Essays in Honour of Professor R. S. Sharma, Delhi: Munshiram Manoharlal, 1996: 29–37.
- Tribe-Caste interaction: A Re-examination of certain Issues, in Dev Nathan, ed., From Tribe to Caste, Shimla: IIAS, 1997: 167–75.

### Книги
- Jaiswal, Suvira (1981). The Origin and Development of Vaisnavism from 200 BC to AD 500. Munshiram Manoharlal.
- Jaiswal, Suvira (2000). Caste: Origin, Function, and Dimensions of Change. Manohar. ISBN 978-81-7304-334-5.
- Jaiswal, Suvira (2016). The Making of Brahmanic Hegemony: Studies in Caste, Gender, and Vaiṣṇava Theology. Tulika Books. ISBN 978-93-82381-83-9.
- Jaiswal, Suvira (2019). Emergence of Castes and Outcastes: Historical Roots of the 'Dalit' Problem. Kolkata: The Asiatic Society. ISBN 978-81-941437-5-8.